# Christian Dietrich von Röbel
Christian Dietrich von Röbel (* 1639; † 10. Januar 1723) war Rittergutsbesitzer auf Hohenschönhausen und Hemsendorf sowie polnischer und kursächsischer General der Infanterie. Er stammte aus altem mecklenburgisch-märkischen Adelsgeschlecht.

## Herkunft
Röbel war der Sohn von Hans Christoph von Röbel (10. Juni 1603 – 24. April 1671), Landrat des Kreises Niederbarnim und Anna Sophie von Holzendorff.

## Leben
Nach dem Tod seines Bruders Erdmann Samuel von Röbel († 1678) wurde Röbel alleiniger Erbherr auf Hohenschönhausen. Außerdem war er Gutsherr in Buchholz, Kruge mit Gersdorf (heute Teil der Gemeinde Falkenberg) in der Mark Brandenburg sowie Gorsdorf, Hemsendorf und Ruhlsdorf (heute Ortsteile von Jessen) in Kursachsen. Das Gut Schöneiche bei Berlin, als dessen Eigentümer er auch auftrat, hatte im Jahr 1690 seine Ehefrau Maria Ludmilla von Kuffer für 7500 Taler von der verwandten Familie von Krummensee gekauft.
Röbel war zunächst in brandenburger Diensten, wo er als einfacher Soldat begann und an den Feldzügen des Kurfürsten Friedrich Wilhelm teilnahm. Er kämpfte im Elsass und in Pommern gegen die Schweden. Nach dem Frieden wurde er Adjutant bei Joachim Rüdiger von der Goltz. Dieser nahm ihn mit nach Dänemark und er kämpfte auf Schoonen bei Malmö und Christianstadt. Als Goltz nach Sachsen ging, um dort Feldmarschall zu werden, begleitet ihn Röbel und wurde sächsischer Major. Er zog 1683 mit Goltz zum Entsatz von Wien und kämpfte 1686 bei der Belagerung von Ofen. Er konnte dort ein Rondell besetzen und die Kanonen intakt erobern, dabei wurde er aber schwer verletzt und zum Oberst befördert. Röbel kam zurück nach Deutschland und so war er 1689 bei der Belagerung von Mainz während des Pfälzischen Erbfolgekriegs, wo er für seine Tapferkeit mit der Stelle eines Obersten belohnt wurde. Dazu erhielt er ein Grenadierregiment und danach ein Infanterieregiment. 1695 wurde er dann Generalmajor. 1697 kämpfte er in der Schlacht bei Zenta. Nachdem der Kommandeur der sächsischen Truppen zweimal verwundet war, übernahm Röbel das Kommando. 1699 erhielt vom Kurfürsten von Brandenburg den Orden De la Générosité. 1701 wurde er von König August II. zum General der Infanterie ernannt. Als solcher kommandierte er die polnischen Truppen bei Caminieck und in Livland. 1703 verteidigte er vergeblich Thorn. Nach dem Frieden von Altranstädt, geschlossen am 24. September 1706, erhielt er die Stelle des Gouverneurs von Wittenberg.

## Familie
Röbel war zweimal verheiratet. Seine erste Frau war eine geborene von Krummensee. Er hatte mit ihr zwei Söhne Christian Friedrich (1674–1747) und Karl Wilhelm Nikolaus († 1718) die in polnische Kriegsdienste gingen. Seine zweite Frau war Maria Ludmilla von Kuffer, die Tochter des Kommandanten von Wittenberg Hans Heinrich Kuffer († 13. August 1692) aus dem Haus Hermsdorf. Mit ihr hatte er den Sohn Wilhelm Ludwig und eine Tochter.

## Zeugnisse
In der Hohenschönhausener Taborkirche (ehemalige Dorfkirche) existieren noch folgende Zeugnisse der Familie von Röbel:
- Gedenktafel für Christian Dietrich Röbel (vom 7. Mai 1694) aus Resten der Empore des Knechtechores, auf der militärische Taten von Christian Dietrich von Röbel kurz beschrieben werden – sowie sich darauf befindliche 3 metallene Fahnenspitzen (Initialen JG) und 3 Fahnenstangen aus Holz als Reste der Fahnen des kursächsischen Regiments, die 1694 in die Kirche gelegt wurden.
- eine Wetterfahne (von 1714) vom früheren Kirchturm mit der Inschrift „C-D-V-R 1714“(Christian Dietrich von Röbel), die bei der Turmerneuerung von 1714 auf die Turmhaube kam.
- Totenschild für seinen Vater Hans Christoph von Röbel (geb. 10. Juni 1603 – gest. 24. April 1671/Julianischer Kalender), Erbherr auf Hohenschönhausen, Wartenberg und Buchholz, Schöneiche, Kruge mit Gersdorf.
- Wappentafeln der Angehörigen des Röbelschen Geschlechts an der Südwand des Chorraumes der Kirche.